# Fàbrica Giró Hnos. de productes tèxtils
La Fàbrica Giró Hnos. de productes tèxtils és una obra de Badalona (Barcelonès) inclosa a l'Inventari del Patrimoni Arquitectònic de Catalunya.

## Descripció
Extensa implantació industrial, de planta poligonal irregular. el nucli bàsic, les naus de fabricació de filatures i els magatzems consten d'una retícula amb coberta dentada, o shed, que proveeix la il·luminació zenital. Annexos hi ha els sectors d'administració. Hi ha una cura pels materials en detalls com les llindes de bigues de ferro. Hi destaca la marquesina del moll de descàrrega, feta de piràmides de plàstic.

## Història
Projecte de 1969 realitzat el 1970-72. Aquesta fàbrica substitueix l'antiga fàbrica Giró, al centre de la ciutat, que havia estat construïda en diverses etapes (1907-1913-1920) per Joan Amigó i Barriga.